# Porospora mizoulei
Porospora mizoulei is een soort in de taxonomische indeling van de Myzozoa, een stam van microscopische parasitaire dieren. Het organisme komt uit het geslacht Porospora en behoort tot de familie Porosporidae. Porospora mizoulei werd in 1964 ontdekt door Theodorides.